# Essex-Klasse (1942)
Die Essex-Klasse ist eine Klasse von Flugzeugträgern, die von 1943 bis 1991 von der United States Navy eingesetzt wurden. Zusammen mit den Schiffen der Ticonderoga-Unterklasse, deren Schiffsrümpfe um einige Meter länger sind, wurden 17 Flugzeugträger bis zum Ende des Zweiten Weltkriegs fertiggestellt, sieben weitere folgten bis 1950, zwei Träger wurden halbfertig verschrottet. Die Flugzeugträger der Essex-Klasse spielten ab 1943 eine wichtige Rolle auf dem pazifischen Kriegsschauplatz, im Koreakrieg und im Vietnamkrieg. Die meisten Schiffe der Klasse wurden in den 1960er und 1970er Jahren ausgemustert, das letzte Schiff, die Lexington, die als Schulträger der Marine gedient hatte, wurde im November 1991 – nach 48 Einsatzjahren – außer Dienst gestellt. Vier Träger sind heute als Museumsschiffe erhalten.

## Geschichte

### Entwicklung
Mit dem Wegfall der Tonnagebegrenzungen des Washingtoner Flottenabkommens von 1922 im Jahr 1938 begann die US-Marine mit Planungen, ihre Flugzeugträgerflotte zu vergrößern. Im Naval Expansion Act von 1938, auch als zweiter Vinson-Trammell-Act bezeichnet, wurde am 17. Mai der Bau von neuen Trägern mit 40.000 Tonnen Tonnage beschlossen und genehmigt. Der erste der neuen Flugzeugträger, die Hornet, wurde im März 1939 bestellt und im September des Jahres auf Kiel gelegt. Da die Marine dringend neue Flugzeugträger benötigte, eine Neukonstruktion aber zu viel Zeit in Anspruch genommen hätte, wurde die Hornet weitestgehend nach den vorhandenen Plänen der Yorktown-Klasse von 1934 gebaut.

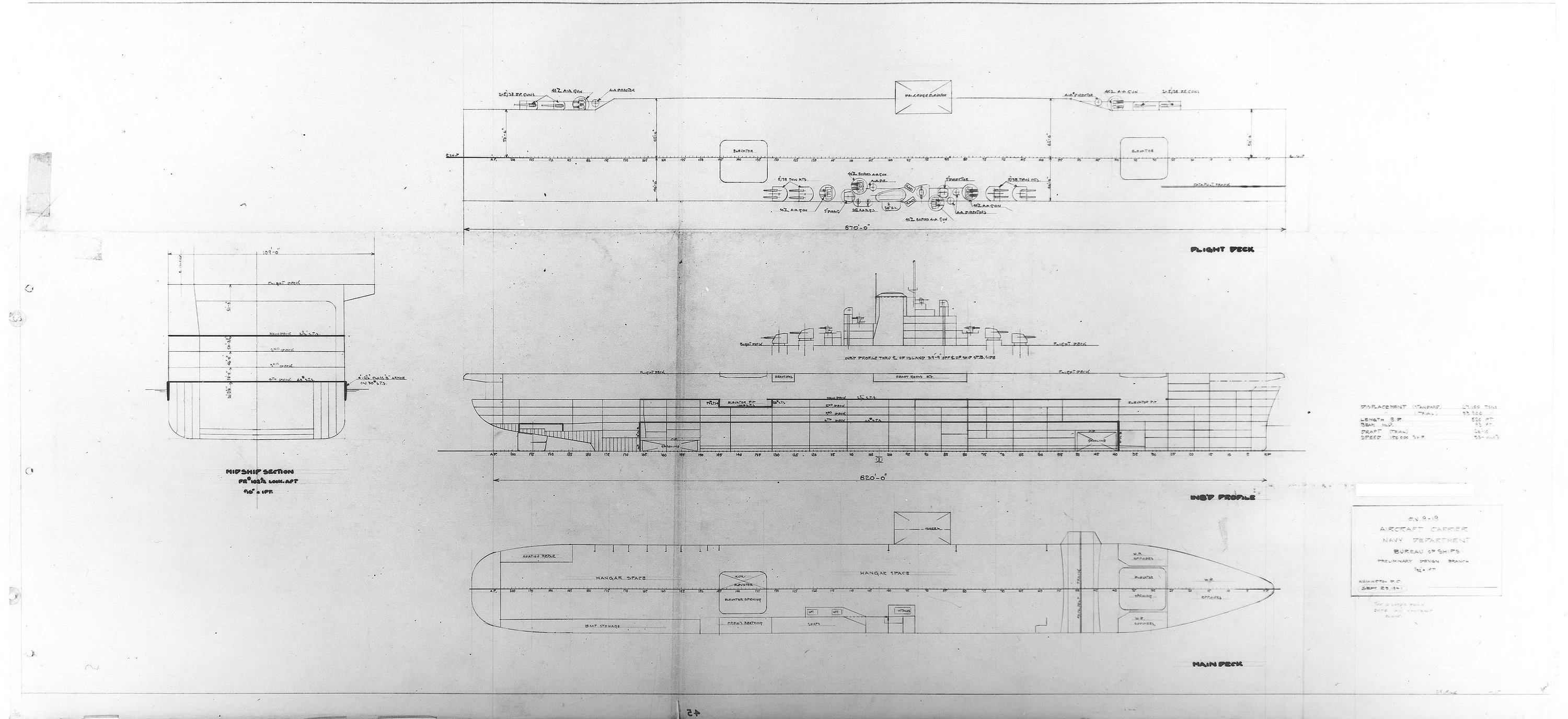
Vorläufige Entwurfszeichnung vom September 1941

Zeitgleich mit dem Bau der Hornet wurde Anfang 1939 mit der Ausarbeitung der Konstruktionspläne für die neuen Träger begonnen. Der Entwurf des neuen Flugzeugträgers war vor allem für den Einsatz im Pazifik ausgelegt. Mit ihm sollten die kurzen, aber lehrreichen Erfahrungen aus dem Betrieb der älteren Trägerklassen umgesetzt werden. Zudem sollte die Air Group gegenüber den älteren Trägern um eine Staffel Jagdflugzeuge vergrößert werden, was ein größeres Flug- und Hangardeck erforderte. Außerdem sollten die Träger in der Lage sein, Ersatzteile und Reserven für ein Viertel der Air Group mitzuführen, da in den Weiten des Pazifiks eine Ersatzteilversorgung schwierig sein würde.
Zwischen Juli 1939 und Januar 1940 wurden die sechs eingereichten Entwurfsstudien geprüft und ausgewertet. Die Marine entschloss sich schließlich zur Umsetzung des letzten Entwurfs, CV-9F. Der Entwurf entsprach im Wesentlichen der vorangegangenen Yorktown-Klasse, verbesserte diese aber so gut wie möglich. So wuchs die Gesamtlänge der Schiffe um knapp 20 Meter und die Verdrängung stieg um 8000 Tonnen. Die Zahl der Flugzeuge an Bord blieb aber nahezu gleich.
Als Anfang 1940 deutlich wurde, dass die Marine mehr Flugzeugträger benötigte, wurden im Mai 1940 drei Schiffe des neuen Typs (CV-9 bis CV-11) genehmigt, nach dem Fall Frankreichs im Sommer 1940 im „Two-Ocean Navy Act“ weitere acht Träger (CV-12 bis CV-19). Am 13. Dezember 1941, sechs Tage nach dem japanischen Angriff auf Pearl Harbor, wurden die Träger CV-20 und CV-21 autorisiert, CV-31 bis CV-40 im August 1942 und CV-45 bis CV-47 im Juni 1943, als die ersten Schiffe der Klasse gerade zum Einsatz kamen. 1945 wurde der Bau weiterer sechs Schiffe (CV-50 bis CV-55) vorgeschlagen, dieser Vorschlag wurde jedoch von Präsident Franklin D. Roosevelt abgelehnt.

### Bau

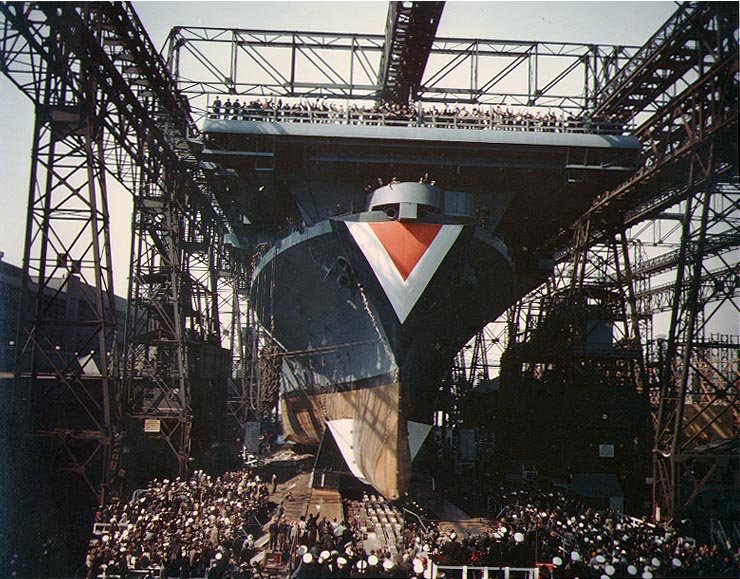
Stapellauf der Bon Homme Richard, April 1944

Die Bauaufträge für die 26 genehmigten Flugzeugträger dieser Klasse ergingen an fünf Werften, allesamt an der Ostküste der Vereinigten Staaten. Zehn Träger wurden bei Newport News Shipbuilding in Newport News, Virginia gebaut, fünf Schiffe wurden durch Bethlehem Steel im Fore River Shipyard in Quincy, Massachusetts auf Kiel gelegt. Ebenfalls wurden fünf Träger im New York Navy Yard in Brooklyn, jeweils drei im Norfolk Navy Yard in Portsmouth und im Philadelphia Navy Yard gebaut.
Die Essex, das Typschiff der Klasse, wurde am 28. April 1941 bei Newport News auf Kiel gelegt, die Fertigstellung erfolgte am 31. Dezember 1942, 15 Monate vor dem ursprünglich geplanten Termin. Während des Krieges betrug die Bauzeit eines Trägers der Essex-Klasse zwischen 13 und 20 Monaten, dies wurde unter anderem durch Dreischichtarbeit auf den Werften erreicht. 17 Flugzeugträger wurden noch vor der Kapitulation Japans fertiggestellt, 14 Schiffe kamen im Pazifik zum Einsatz. Sieben weitere Träger wurden nach dem Kriegsende noch zu Ende gebaut, als letztes Schiff wurde die Oriskany 1950 bei der US-Marine in Dienst gestellt. Die Arbeiten an zwei weiteren Trägern – der Reprisal und der Iwo Jima – deren Bau bereits begonnen worden war, wurden 1945 noch vor dem Kriegsende eingestellt und die teilweise vollendeten Rümpfe in der Folgezeit abgewrackt.
Die US-Regierung hat die genauen Baukosten für die Träger der Klasse nie veröffentlicht, inoffiziell wird von einem Stückpreis zwischen 68 und 76 Millionen US-Dollar ausgegangen. Mit etwa 1,7 bis 2 Milliarden US-Dollar Gesamtkosten war die Essex-Klasse damit ungefähr genauso teuer wie das Manhattan-Projekt.

### Konstruktionsänderungen
Schon während des Krieges wurden aufgrund erster Einsatzerfahrungen Änderungen am ursprünglichen Entwurf vorgenommen. Die markanteste Änderung war die Neugestaltung der Bugpartie, um auf dem Bugsteven mehr Platz für Flugabwehrkanonen zu erhalten. Die 13 Schiffe, die den neuen Bug erhielten und damit auch einige Meter länger wurden, wurden nach dem ersten modifizierten Schiff Ticonderoga als Ticonderoga-Klasse benannt.

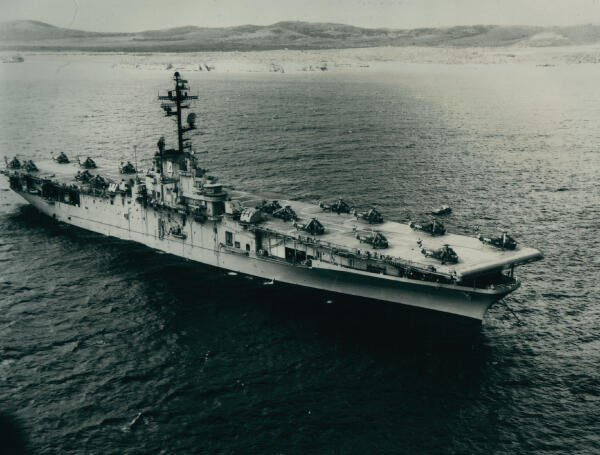
Die Boxer als Hubschrauberträger

### Umbauten

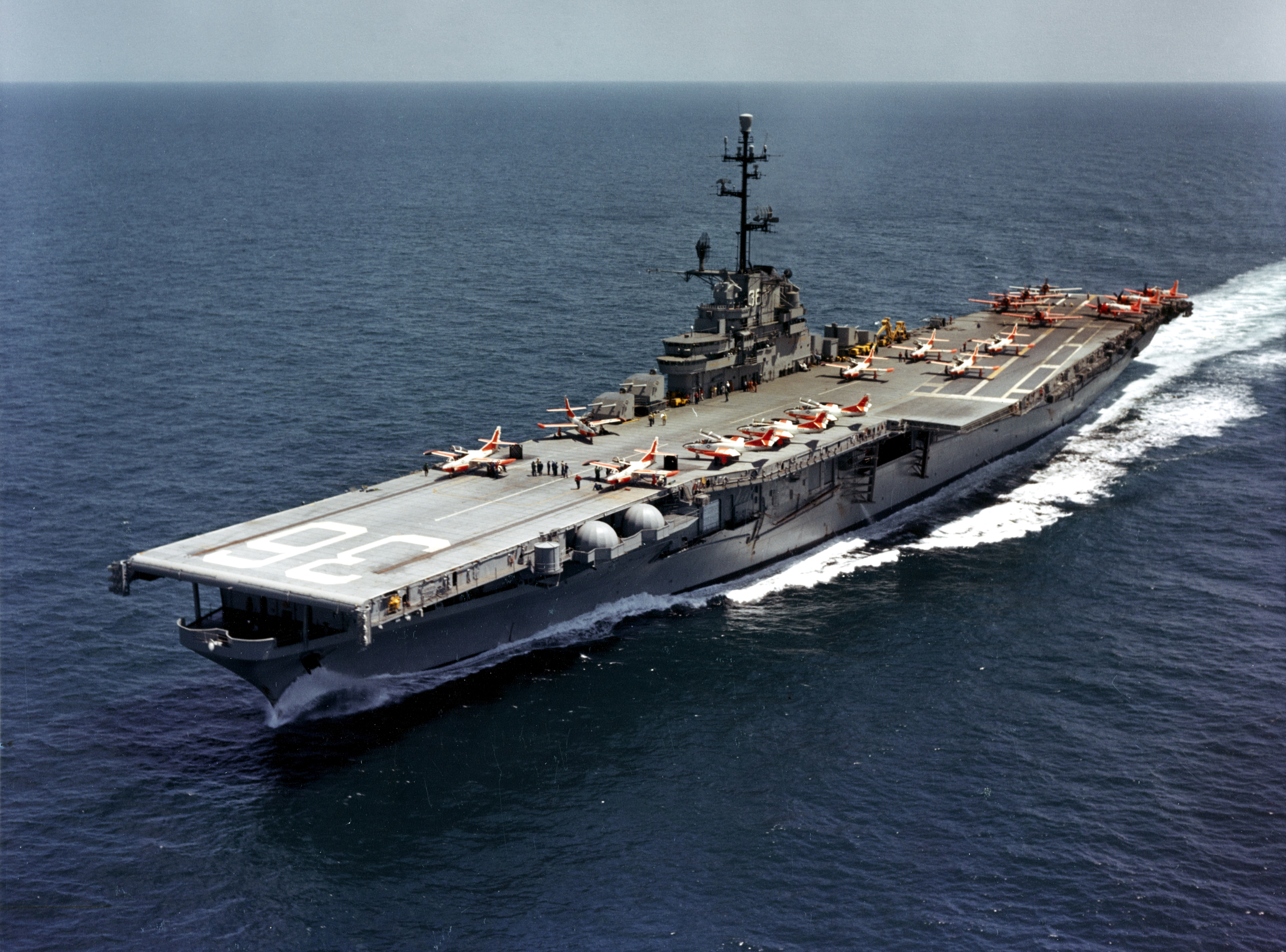
Die Antietam mit Schräglandedeck

Die Antietam erhielt 1952 ohne weitere Umbauten zu Erprobungszwecken ein Schräglandedeck und wurde bis 1963 als Schulträger eingesetzt. Sie war der erste amerikanische Flugzeugträger mit abgewinkeltem Landedeck.
Die Boxer, die Princeton und die Valley Forge wurden gegen 1960 zu Hubschrauberträgern umgebaut und nun als LPH-4, -5 und -8 klassifiziert. Die Hälfte der Antriebsanlage wurde stillgelegt und Platz für 330 Soldaten des Marine Corps geschaffen.

#### SCB-27
Der SCB-27A-Umbau, der zwischen 1948 und 1953 stattfand, beinhaltete den Einbau stärkerer hydraulischer Katapulte vom Typ H-8, den umfassenden Umbau der Insel, die Installation von Bereitschaftsräumen für die Flugzeugbesatzungen unter dem Flugdeck und den Bau einer Fahrtreppe von diesen Räumen zum Flugdeck sowie die generelle Umrüstung zum Einsatz von Strahlflugzeugen. Die vier 127-mm-Doppeltürme wurden entfernt und an ihrer Stelle vier 127-mm-Einzelgeschütze an Steuerbord unterhalb des Flugdecks angebracht, entsprechend der Anordnung an Backbord. Die 40-mm-Flak wurde durch 14 76-mm-Zwillingsgeschütze ersetzt. Hierbei wurde bei den „short hull“-Schiffen der Bug verlängert, um dort zwei 76-mm-Doppellafetten unterbringen zu können. Die im Zweiten Weltkrieg in großer Anzahl angebrachten 20-mm-Flak wurden nicht mehr installiert, da sie gegen moderne Flugzeugtypen keine ausreichende Wirkung zeigten.

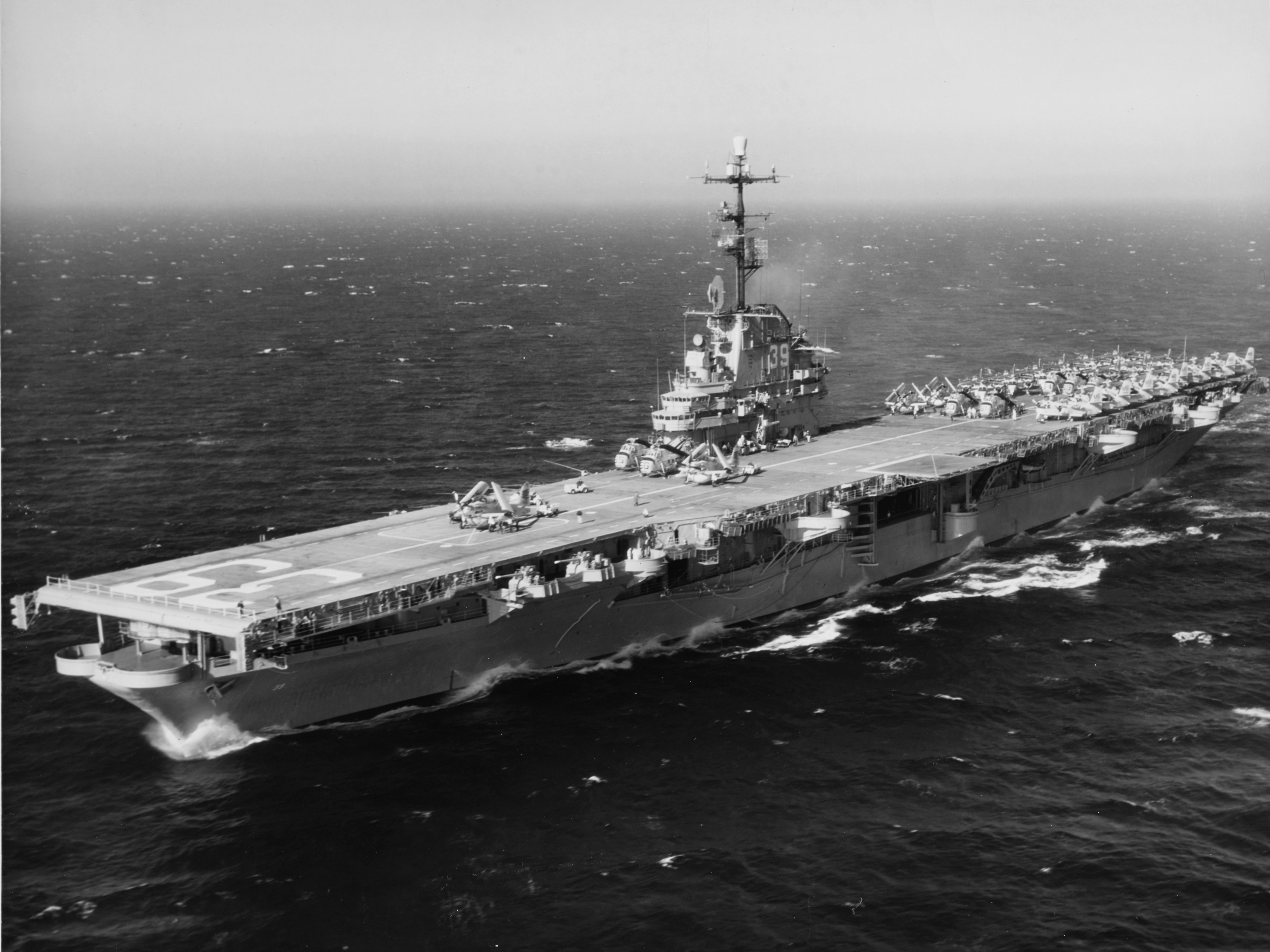
USS Lake Champlain umgebaut nach SCB-27A

Nach SCB-27A umgebaute Schiffe waren Essex, Yorktown, Hornet, Randolph, Wasp, Bennington, Kearsarge und die Lake Champlain. Die Oriskany wurde 1950 nach dem SCB-27A-Standard fertiggestellt.
Da sich die hydraulischen Katapulte als zu schwach herausgestellt hatten, wurden während des SCB-27C-Programms zwischen 1951 und 1954 neben allen SCB-27A-Maßnahmen Dampfkatapulte des Typs C-11 eingebaut. Ferner wurde der hintere Mittelaufzug durch einen Deckskantenaufzug an Steuerbord ersetzt. So umgebaut wurden die Intrepid, die Ticonderoga und die Hancock. Bei diesen drei Trägern befand sich der Steuerbord-Aufzug weiter achtern als bei den später nach SCB-125 umgebauten Trägern.

#### SCB-125

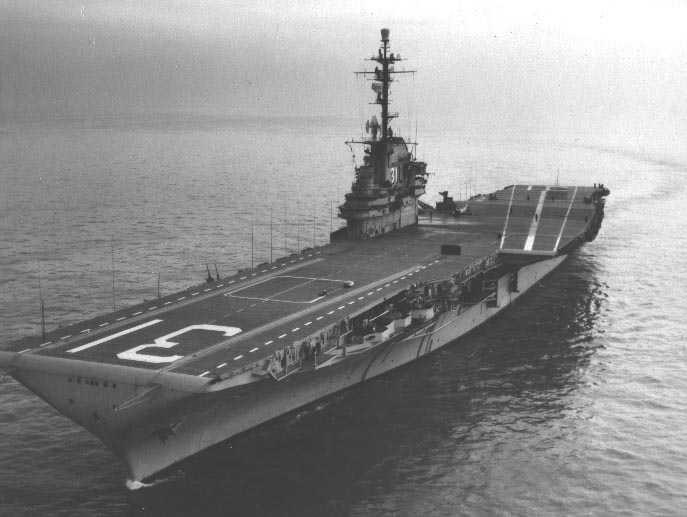
USS Bon Homme Richard nach SCB-125

Das SCB-125-Programm, das zwischen 1954 und 1957 ablief, beinhaltete im Wesentlichen die Installation eines Schräglandedecks und eines geschlossenen Bugs sowie nochmals verbesserter Anlagen für die moderneren (und vor allem schwereren) Flugzeuge. Bis auf die Lake Champlain wurden alle SCB-27A-Schiffe umgebaut und erhielten auch den zweiten Deckskantenaufzug, jedoch keine Dampfkatapulte. Bei den SCB-27C-Schiffen wurde ferner der vordere Aufzug vergrößert. Die Lexington, Bon Homme Richard und Shangri-La erhielten SCB-27C und SCB-125 in einem Umbau. Bei allen Trägern wurde die Bewaffnung bis in die 1960er Jahre auf zwei bis vier 127-mm-Geschütze reduziert. Damit einher ging auch der Ausbau des achteren Feuerleitradars auf der Insel.
Die Oriskany erhielt beim SCB-125A-Umbau bis 1959 Dampfkatapulte des Typs C-11 und alle SCB-125-Umbauten.

#### SCB-144 (FRAM II)
1962 bis 1965 erhielten die zur U-Boot-Jagd eingesetzten Träger (CVS) Essex, Yorktown, Intrepid, Hornet, Randolph, Wasp, Bennington und Kearsarge im Rahmen des „Fleet Rehabilitation and Modernization Program“ (FRAM) das Bugsonar, eine Stevenklüse mit Buganker und eine modifizierte Operationszentrale.

### Einheiten
Zahlreiche Schiffe wurden während des Baus umbenannt – zumeist, um den Namen versenkter Flugzeugträger weiterzuführen (Yorktown, Hornet, Lexington, Wasp, Princeton) oder um die Namen von Orten bedeutender Schlachten des Pazifikkrieges zu führen (Leyte, Iwo Jima, Philippine Sea).
| Kennnummer   | Name                                | In Dienst            | Außer Dienst      | Verbleib/Schicksal     |
| ------------ | ----------------------------------- | -------------------- | ----------------- | ---------------------- |
| CV-9         | Essex                               | 31. Dezember 1942    | 30. Juni 1969     | 1975 verschrottet      |
| CV-10        | Yorktown (urspr. Bon Homme Richard) | 15. April 1943       | 30. Juni 1970     | 1975 Museumsschiff     |
| CV-11        | Intrepid                            | 16. August 1943      | 15. März 1974     | 1982 Museumsschiff     |
| CV-12        | Hornet (urspr. Kearsarge)           | 29. November 1943    | 26. Januar 1970   | 1998 Museumsschiff     |
| CV-13        | Franklin                            | 31. Januar 1944      | 17. Februar 1947  | 1966 verschrottet      |
| CV-14        | Ticonderoga* (urspr. Hancock)       | 8. Mai 1944          | 16. November 1973 | 1974 verschrottet      |
| CV-15        | Randolph*                           | 9. Oktober 1944      | 13. Februar 1969  | 1975 verschrottet      |
| CV-16        | Lexington (urspr. Cabot)            | 17. Februar 1943     | 8. November 1991  | 1992 Museumsschiff     |
| CV-17        | Bunker Hill                         | 25. Mai 1943         | 9. Juli 1947      | 1973 verschrottet      |
| CV-18        | Wasp (urspr. Oriskany)              | 24. November 1943    | 1. Juli 1972      | 1973 verschrottet      |
| CV-19        | Hancock* (urspr. Ticonderoga)       | 15. April 1944       | 30. Januar 1976   | 1976 verschrottet      |
| CV-20        | Bennington                          | 6. August 1944       | 15. Januar 1970   | 1993 verschrottet      |
| CV-21        | Boxer*                              | 16. April 1945       | 1. Dezember 1969  | 1971 verschrottet      |
| CV-31        | Bon Homme Richard                   | 26. November 1944    | 2. Juli 1971      | 1992 verschrottet      |
| CV-32        | Leyte* (urspr. Crown Point)         | 11. April 1946       | 15. Mai 1959      | 1970 verschrottet      |
| CV-33        | Kearsarge*                          | 2. März 1946         | 13. Februar 1970  | 1974 verschrottet      |
| CV-34        | Oriskany                            | 25. September 1950   | 15. Mai 1976      | 2006 als Riff versenkt |
| CV-35        | Reprisal*                           | 1945 Bau eingestellt |                   | 1949 verschrottet      |
| CV-36        | Antietam*                           | 28. Januar 1945      | 8. Mai 1963       | 1974 verschrottet      |
| CV-37        | Princeton* (urspr. Valley Forge)    | 18. November 1945    | 30. Januar 1970   | 1971 verschrottet      |
| CV-38        | Shangri-La*                         | 15. September 1944   | 30. Juli 1971     | 1988 verschrottet      |
| CV-39        | Lake Champlain*                     | 3. Juni 1945         | 2. Mai 1966       | 1970 verschrottet      |
| CV-40        | Tarawa*                             | 8. Dezember 1945     | 13. Mai 1960      | 1968 verschrottet      |
| CV-45        | Valley Forge*                       | 3. November 1946     | 15. Januar 1970   | 1971 verschrottet      |
| CV-46        | Iwo Jima* (urspr. Crown Point)      | 1945 Bau eingestellt |                   | 1945 verschrottet      |
| CV-47        | Philippine Sea* (urspr. Wright)     | 11. Mai 1946         | 28. Dezember 1958 | 1971 verschrottet      |
| CV-50 bis 55 |                                     | 1945 Bau verworfen   |                   |                        |

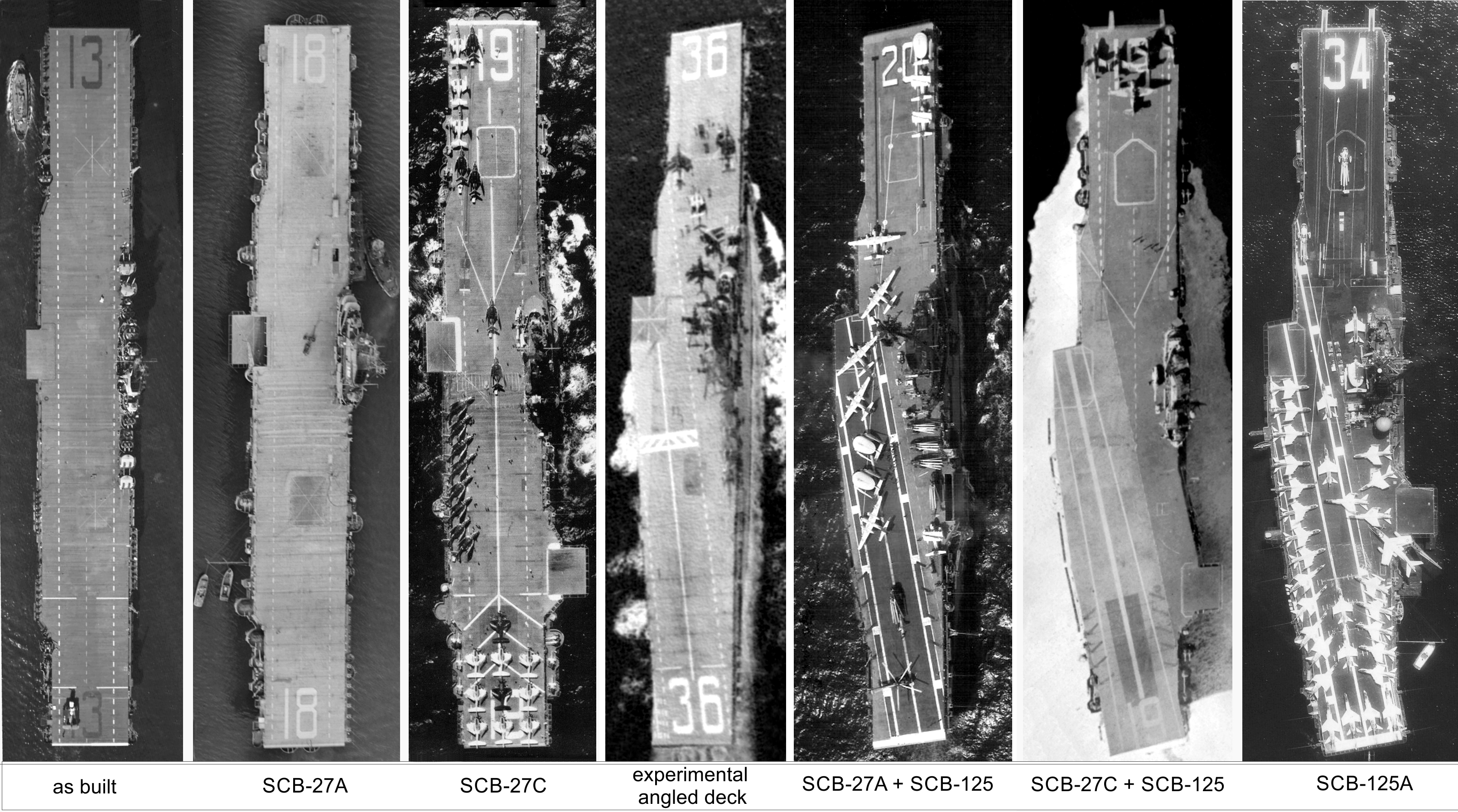
Entwicklung der Essex-Klasse 1944–1960

Die mit * gekennzeichneten Schiffe gehören zur Ticonderoga-Unterklasse.

### Einsatzprofil

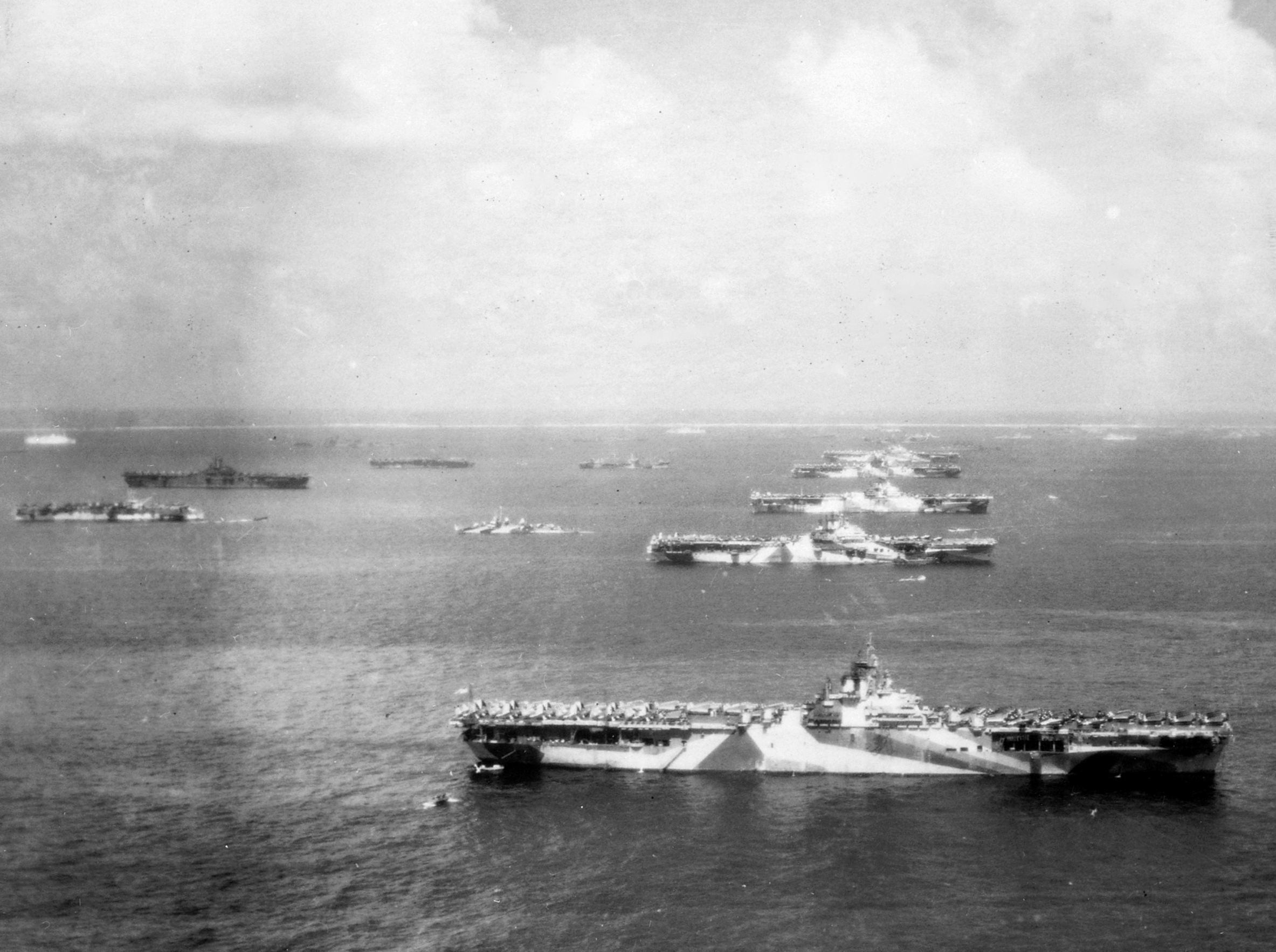
Die 3. US-Flotte im Ulithi-Atoll, zu sehen sind sechs Träger der Essex-Klasse mit ihren Begleitschiffen

Zu Beginn des Pazifikkriegs ließ die US-Marine ihre Flugzeugträger allein oder zu zweit operieren; im Falle eines Angriffs sollten sich die Schiffe trennen und so die Angreifer ebenfalls zur Zersplitterung der Kräfte zwingen. Erste Erfahrungen zeigten aber die Verwundbarkeit einzeln operierender Träger, so dass die US-Marine ab 1942 dazu überging, ihre Flugzeugträger in größeren Verbänden operieren zu lassen. Diese „Carrier Task Forces“ bestanden aus vier bis fünf Flugzeugträgern (darunter auch Leichte Flugzeugträger der Independence-Klasse), die von Schlachtschiffen, Kreuzern, besonders Luftabwehrkreuzern, und Zerstörern begleitet wurden. Die Begleitschiffe bildeten einen Schirm mit etwa 6,4 Kilometern (4 Meilen) Durchmesser um den Träger, der so vor Luftangriffen geschützt werden sollte. Operierten mehrere Trägergruppen zusammen, betrug der Abstand zwischen den einzelnen Flugzeugträgern etwa 20 Kilometer. Dieser Abstand begünstigte die Radarüberwachung des Luftraums und sicherte den Verbänden gegenseitigen Feuerschutz durch die schweren Luftabwehrgeschütze der Begleitschiffe.
In der Zeit des Kalten Kriegs operierten die Flugzeugträger dann jeweils entsprechend ihrem Einsatzzweck als U-Jagdträger (CVS) oder Angriffsträger (CVA) einzeln mit einer Begleiteskorte aus mit Lenkwaffen und U-Jagdwaffen ausgestatteten Kreuzern und Zerstörern.

### Dienstzeit
Die ersten Schiffe der Essex-Klasse kamen im Winter/Frühjahr 1943 zum Einsatz, 1943 und 1944 wurden jeweils sieben Flugzeugträger in Dienst gestellt, 1945 folgten fünf und 1946 noch einmal vier. Nachzügler war die Oriskany, die erst 1950 ihren Dienst antrat. Nach dem Ende des Zweiten Weltkrieges blieben nur die Boxer, Leyte, Kearsarge, Tarawa, Valley Forge und Philippine Sea im aktiven Dienst, die übrigen Flugzeugträger wurden 1947 der Reserveflotte überstellt und dort für eine spätere Nutzung konserviert. Mit dem Beginn des Koreakriegs stieg jedoch der Bedarf an Flugzeugträgern wieder, so dass etliche Schiffe wieder aus der Reserve geholt und aktiv eingesetzt wurden. Diese zweite Dienstzeit dauerte bis Ende der 1960er respektive Anfang der 1970er Jahre. Lediglich die Lexington blieb bis 1991 als Schulflugzeugträger im Einsatz, bis sie von der Forrestal abgelöst wurde.

### Unfälle und Beschädigungen

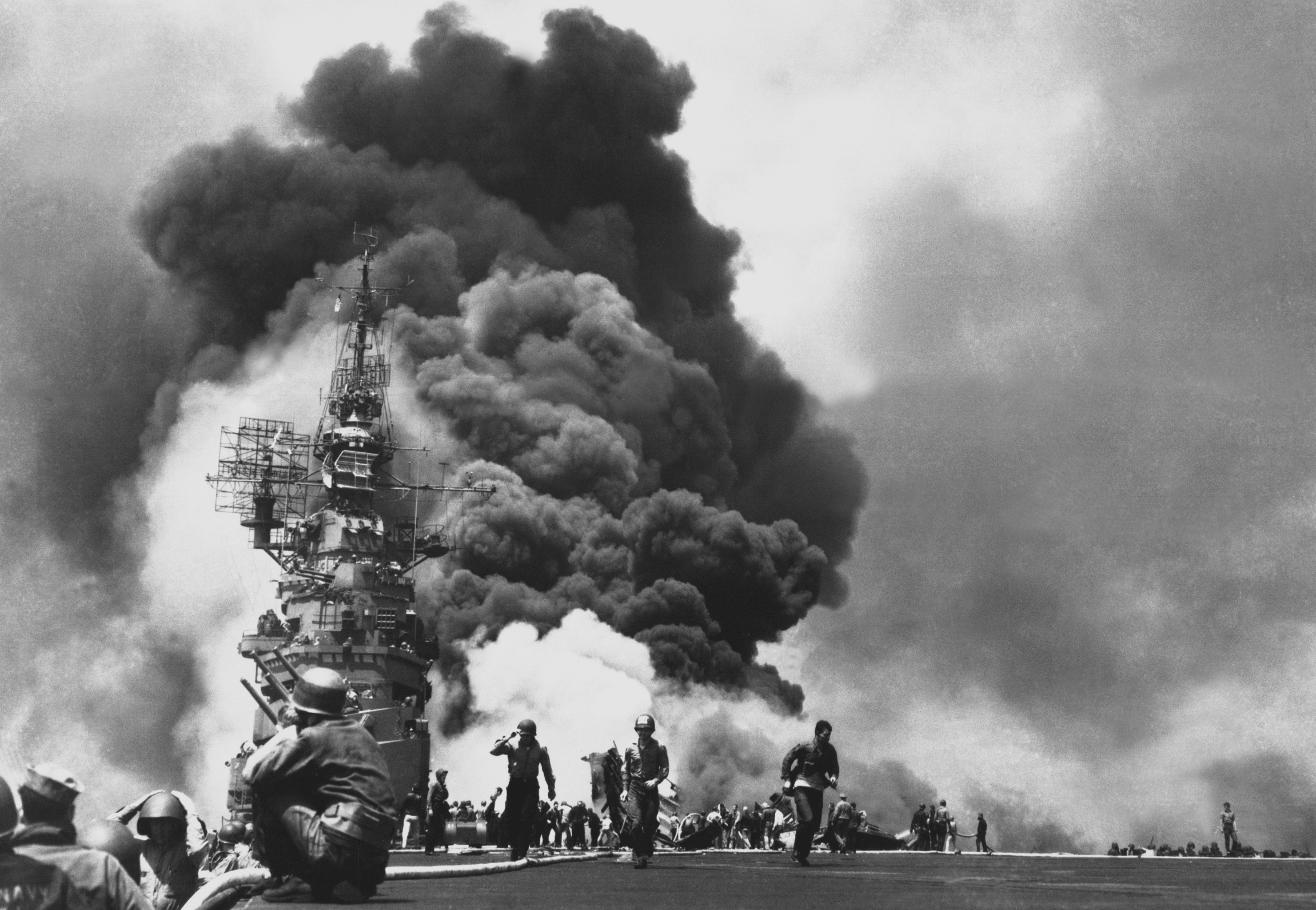
Die brennende Bunker Hill nach dem zweiten Kamikaze-Treffer

Kein Träger der Essex-Klasse ging verloren, weder durch Feindeinwirkung noch durch Unglücke. Allerdings gab es, besonders im Zweiten Weltkrieg, zum Teil erhebliche Beschädigungen, die teils lange Werftaufenthalte zur Behebung benötigten. Am schwersten getroffen wurde die Franklin: Bei einem Bombenangriff am 19. März 1945 kam es zu schweren Explosionen an Bord; mehr als 700 amerikanische Seeleute starben. Bereits drei Monate zuvor war die Franklin von einem japanischen Tokkōtai-Flieger getroffen worden, die Schäden hatten sich aber in Grenzen gehalten. Ebenfalls durch zwei Tokkōtai-Flieger schwer beschädigt wurde die Bunker Hill am 11. Mai 1945; 372 Besatzungsmitglieder des Trägers starben. Sechs weitere Flugzeugträger wurden während des Pazifikkriegs von Kamikaze-Fliegern getroffen, die Intrepid sogar zweimal im Abstand von fünf Monaten. Sie erlitt zudem am 17. Februar 1944 einen Torpedotreffer, ebenso die Yorktown am 4. Dezember 1944.
Schwere Unfälle verzeichneten zudem die Hancock, die am 21. Januar 1956 durch die Explosion eines bei der Landung verunglückten Flugzeuges schwer beschädigt wurde, sowie die Oriskany, bei der am 26. Oktober 1966 vor der Küste Vietnams im Hangar ein schweres Feuer ausbrach. Die Hornet und die Bennington wurden am 5. Juni 1945 in einem Taifun schwer beschädigt; große Brecher zerstörten die Vorderkante der Flugdecks der Flugzeugträger. Diese Schäden führten später zur Einführung des geschlossenen „hurricane bow“, den die Schiffe während des SCB-125-Umbaus erhielten.
Außerdem kam es häufiger zu Feuern in den Maschinenanlagen, Lande- und Startunfällen sowie Grundberührungen, die aber zumeist ohne größere Schäden überstanden wurden.

### Verbleib
Bis auf vier Träger wurden alle Schiffe der Essex-Klasse zwischen 1970 und 1993 verschrottet, die Oriskany wurde 2006 vor der Küste Floridas als künstliches Riff versenkt. Die erhaltenen Schiffe können in den Vereinigten Staaten als Museumsschiffe besichtigt werden:
- Yorktown in Charleston, South Carolina
- Intrepid im Intrepid Sea-Air-Space Museum in New York City
- Hornet in Alameda, Kalifornien
- Lexington in Corpus Christi, Texas

## Technik

### Rumpf

#### Außenrumpf

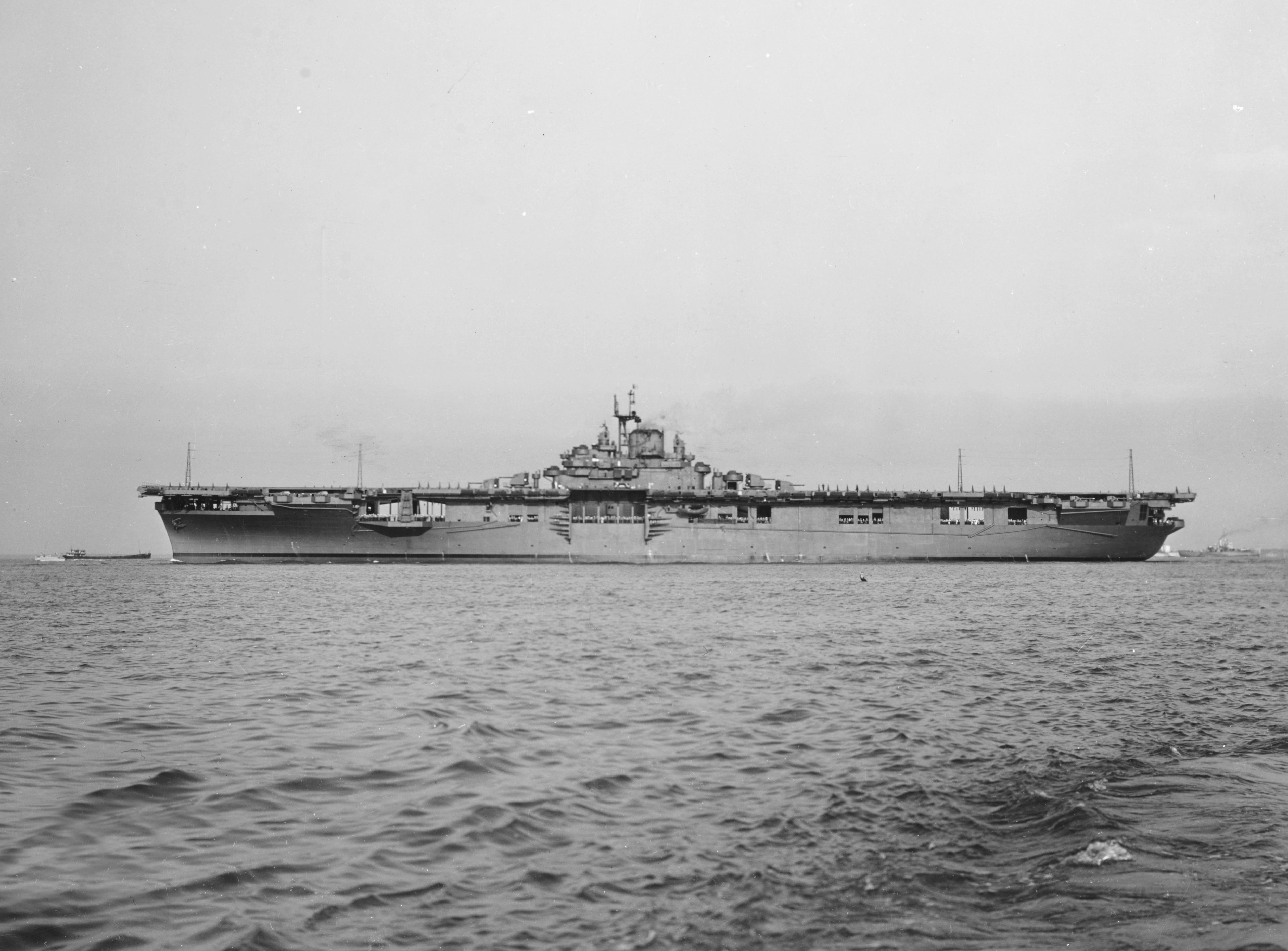
Seitenansicht der Intrepid, sie gehört zur „short hull“-Gruppe

Die Essex-Klasse lässt sich in zwei Unterklassen unterteilen, die sich in der Länge des Rumpfs unterscheiden. Die „short hull“-Schiffe der ursprünglichen Konstruktion waren mit 265,6 Metern Länge über alles knapp 5 Meter kürzer als die Schiffe der „long hull“- oder Ticonderoga-Klasse mit 270,6 Metern Länge. Die unterschiedliche Länge wurde durch die Veränderung der Bugform der Schiffe bewirkt, die „long hull“-Schiffe erhielten einen weit ausladenden Klipperbug, auf dem zusätzliche Flugabwehrgeschütze untergebracht werden konnten. Die geänderte Bugform wirkte sich aber negativ auf die Seegängigkeit der Schiffe aus, bei hohem Wellengang kam es zu schweren Schlägen gegen den Bug. Nach den SCB-125-Umbauten waren alle Schiffe dann 272,6 Meter lang. Die Schiffe beider Gruppen waren in der Konstruktionswasserlinie mit 250,1 Metern gleich lang.
Die Breite in der Wasserlinie betrug bei Indienststellung 28,4 Meter, bei den SCB-Umbauten wurde zur Erhöhung der Stabilität der Rumpf durch Wülste auf 30,4 Meter verbreitert. Mit einer maximalen Breite von 45 Metern auf Höhe des Flugdecks waren die Träger bei Indienststellung knapp zehn Meter breiter als die Schiffe der Vorgängerklassen. Trotz der großen Breite des Flugdecks war der Rumpf der Schiffe so konstruiert, dass die Flugzeugträger noch den Panamax-Spezifikationen entsprachen und die Schleusen des Panamakanals durchqueren konnten. Nach den Umbauten in den 1950er Jahren stieg die maximale Breite durch das neue, abgewinkelten Flugdeck auf 58,5 Meter an.
Die Konstruktionsverdrängung lag 1944 bei 27.100 ts, die Einsatzverdrängung bei etwa 33.000 tn.l. Der Tiefgang lag zwischen 7,0 und 8,7 Metern. Nach den Umbauten erhöhte sich die Leerverdrängung auf 33.000 tn.l., die Einsatzverdrängung auf 40.000 bis 45.000 tn.l. Der Tiefgang stieg auf 9,4 Meter.

#### Panzerung
Die obere Hauptpanzerung der Flugzeugträger befand sich auf Höhe des Hangardecks, mit 64 mm Stärke war es ausgelegt, einer aus 3000 Metern Höhe abgeworfenen 1000-lb-(454-kg)-Bombe standzuhalten. Das Flugdeck selbst war ungepanzert. Die Rumpfpanzerung mit einer maximalen Stärke von 102 mm sollte Geschosse aus 152-mm-Geschützen widerstehen, was im Falle eines Angriffs von Kreuzern als ausreichend galt. Die Gürtelpanzerung erstreckte sich über 154,8 Meter der mittleren Schiffslänge und schützte die Antriebsanlagen, die Magazine sowie die Treibstofftanks. Die Seitenpanzerung der übrigen Abteilungen war 64 mm stark. Besonderes Augenmerk wurde auf die Panzerung der Ruderanlage gelegt, die durch 114 mm Seiten-, 64 mm Decks- und 102 mm Heckpanzerung geschützt war. Zusätzlich zu den Oberdeckpanzerungen war die Antriebsabteilung noch einmal mit einer eigenen 38 mm starken Panzerung geschützt.
Gegen Torpedoangriffe wurden die Flugzeugträger durch ein System flüssigkeitsgefüllter Hohlräume an den Bordwänden geschützt, die im Fall eines Treffers die Explosionsenergie sowie Splitter absorbieren sollten. Dieser Torpedoschützgürtel erstreckte sich über dieselben Bereiche wie der Panzergürtel und sollte einer Sprengkraft von 500 lb (227 kg) TNT widerstehen.

#### Flugdeck und Hangar

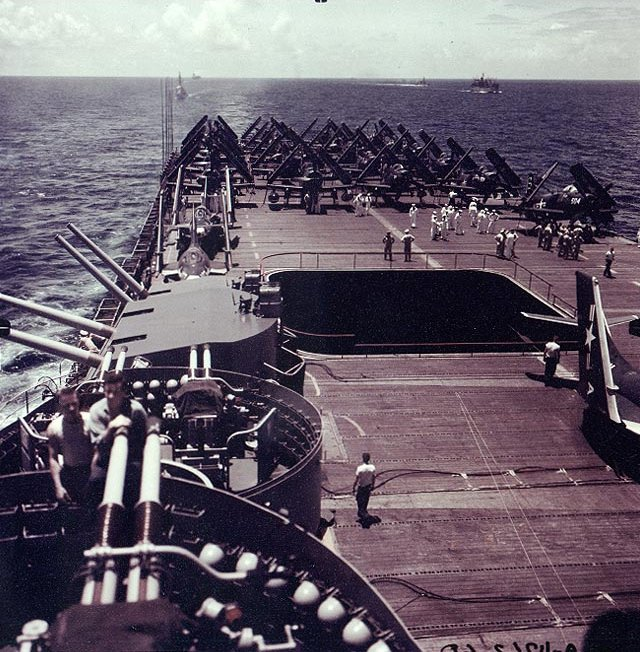
Blick auf das achtere Flugdeck der Philippine Sea, der Aufzug befindet sich in der unteren Position

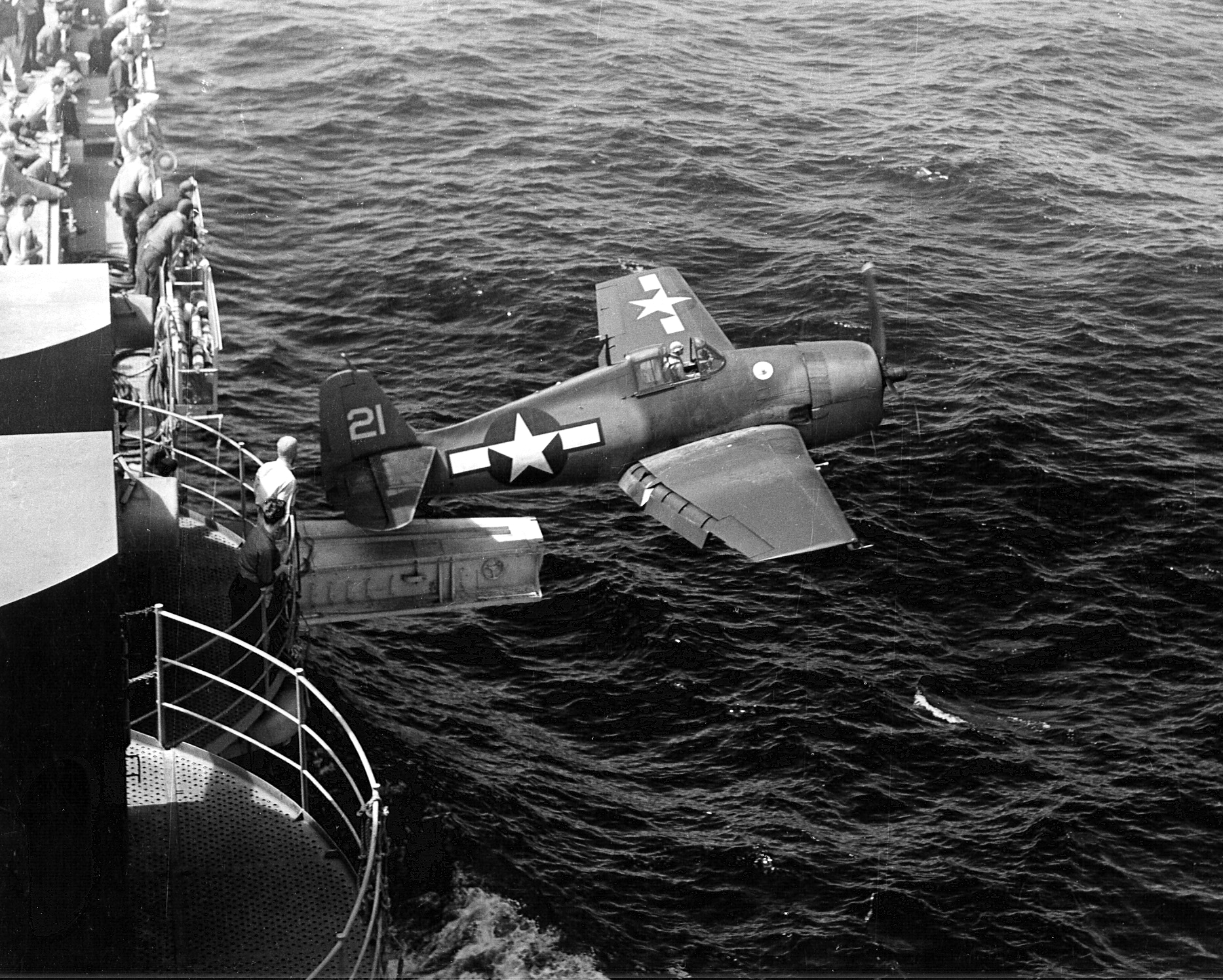
Die USS Hornet startet eine F6F Hellcat mit dem Hangarkatapult

Das Flugdeck eines Trägers der Essex-Klasse lag bei Indienststellung 17,4 Meter über der Wasserlinie und war 262,7 Meter lang und 32,9 Meter breit, die Decksfläche betrug über 8500 Quadratmeter. Nach den positiven Erfahrungen, die an Bord der Wasp mit dem hochklappbaren Deckskantenaufzug auf der Backbordseite gemacht worden waren, wurde dieses Konzept auch für die Essex-Klasse übernommen. Zusammen mit den beiden Aufzügen, die sich auf dem Flugdeck vor und hinter der Insel befanden, verband er das Deck mit dem darunter liegenden Hangardeck. Die beiden Aufzüge auf dem Flugdeck hatten eine Tragkraft von 12.700 kg (28.000 lbs), der Deckskantenaufzug von 8165 kg (18.000 lbs). Die Aufzüge konnten alle 45 Sekunden Flugzeuge aus dem Hangar nach oben auf das Flugdeck befördern.
Für den Start der Trägerflugzeuge gab es einen, später zwei hydraulische Flugzeugkatapulte vom Typ H4B mit einer Kapazität von 8165 kg. Die ersten sechs Schiffe hatten zusätzlich zwei Katapulte auf dem Hangardeck, mit dem Flugzeuge quer zur Fahrtrichtung beschleunigt werden konnten. Diese wurden jedoch für unpraktisch befunden und später entfernt. Zudem gab es eine Fangseilanlage mit maximal 16 Stahlseilen achtern sowie eine zweite Fangseilanlage mit sechs bis acht Seilen am Bug, um Flugzeuge auch rückwärts laufend wieder aufnehmen zu können. Diese Praxis, ursprünglich eingeführt für den Fall der Zerstörung der achteren Fangseile, wurde jedoch während des Kriegs ebenfalls als zu unpraktisch aufgegeben, die Fangseilanlagen 1944 entfernt.
Mit dem SCB-125-Umbau wurde das Flugdeck auf 58 Meter verbreitert und ein abgewinkeltes Landedeck eingeführt, das gleichzeitige Starts und Landungen ermöglichte. Der achtere Decksaufzug wurde an die Steuerbordkante des Flugdecks verlegt, dieser Aufzug konnte fast aufrecht geklappt werden, während der Aufzug mittschiffs, der nun quasi in das Flugdeck integriert war, keinen Faltmechanismus mehr aufwies. Das Konzept des Schräglandedecks war zuvor durch einen entsprechenden provisorischen Umbau auf der Antietam erprobt worden. Die Träger der Essex-Klasse erhielten ab 1948 zunächst H8-Katapulte mit 20 Tonnen Kapazität, ab 1951 wurden dann C11-Dampfkatapulte an Bord eingebaut.

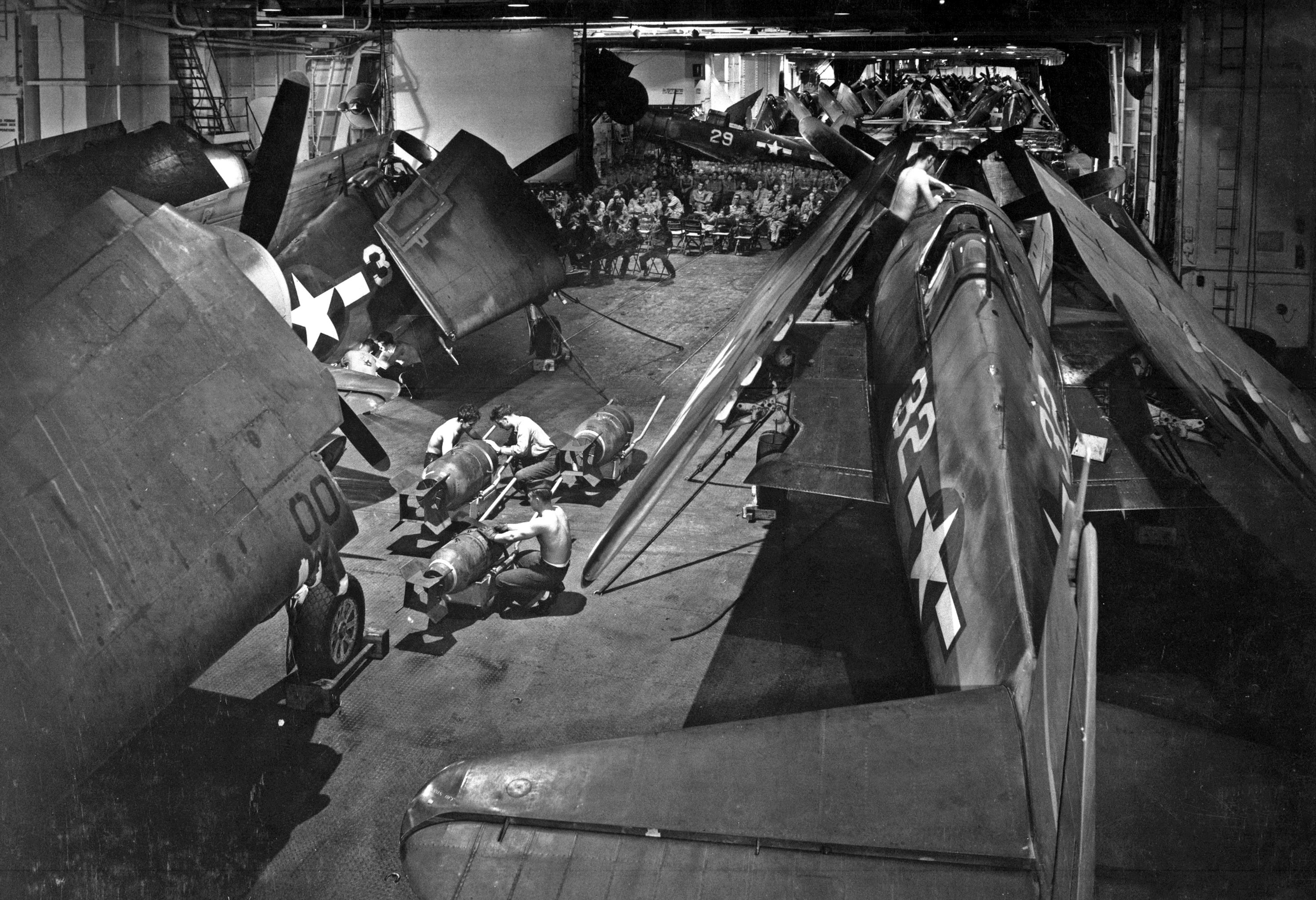
Blick in den Hangar der Yorktown

Das Hangardeck der Essex-Klasse war 199,3 Meter lang und 21,3 Meter breit, die lichte Höhe des Decks betrug 5,5 Meter. Der Hangar, der sich über die mittleren zwei Drittel der Schiffslänge erstreckte, wurde durch Feuerschutzvorhänge in drei Abteilungen unterteilt, diese Vorhänge wurden später durch Stahlrolltore ersetzt. Das Hangardeck hatte sehr viele Öffnungen nach außen, die mittels Rolltoren verschlossen werden konnten. Diese Öffnungen sorgten für eine gute Belüftung, die nötig war, um die Flugzeugmotoren unter Deck warmlaufen lassen zu können. Diese Praxis erhöhte die Einsatzbereitschaft der Flugzeuge und verringerte die Vorbereitungszeiten für Flugoperationen. Umlaufend unter der Decke des Hangardecks befand sich eine Galerie, auf der sich die Ruhe- und Bereitschaftsräume der Piloten befanden. Dies erhöhte zwar ebenfalls die Einsatzbereitschaft der Luftgruppe, im Fall eines Angriffs führte es jedoch aufgrund der fehlenden Flugdeckpanzerung zu hohen Verlusten unter den Flugzeugbesatzungen.
Für die Bordflugzeuge wurden an Bord zwischen 851.717 und 878.215 Liter („short hull“) beziehungsweise 878.216 und 916.069 Liter („long hull“) Flugbenzin mitgeführt. Die Tanks, die sich im Achterschiff befanden, konnten im Notfall mit Seewasser geflutet werden. In zwei Magazinen wurden insgesamt 625,5 Tonnen Munition für die Flugzeuge gelagert.

### Antrieb

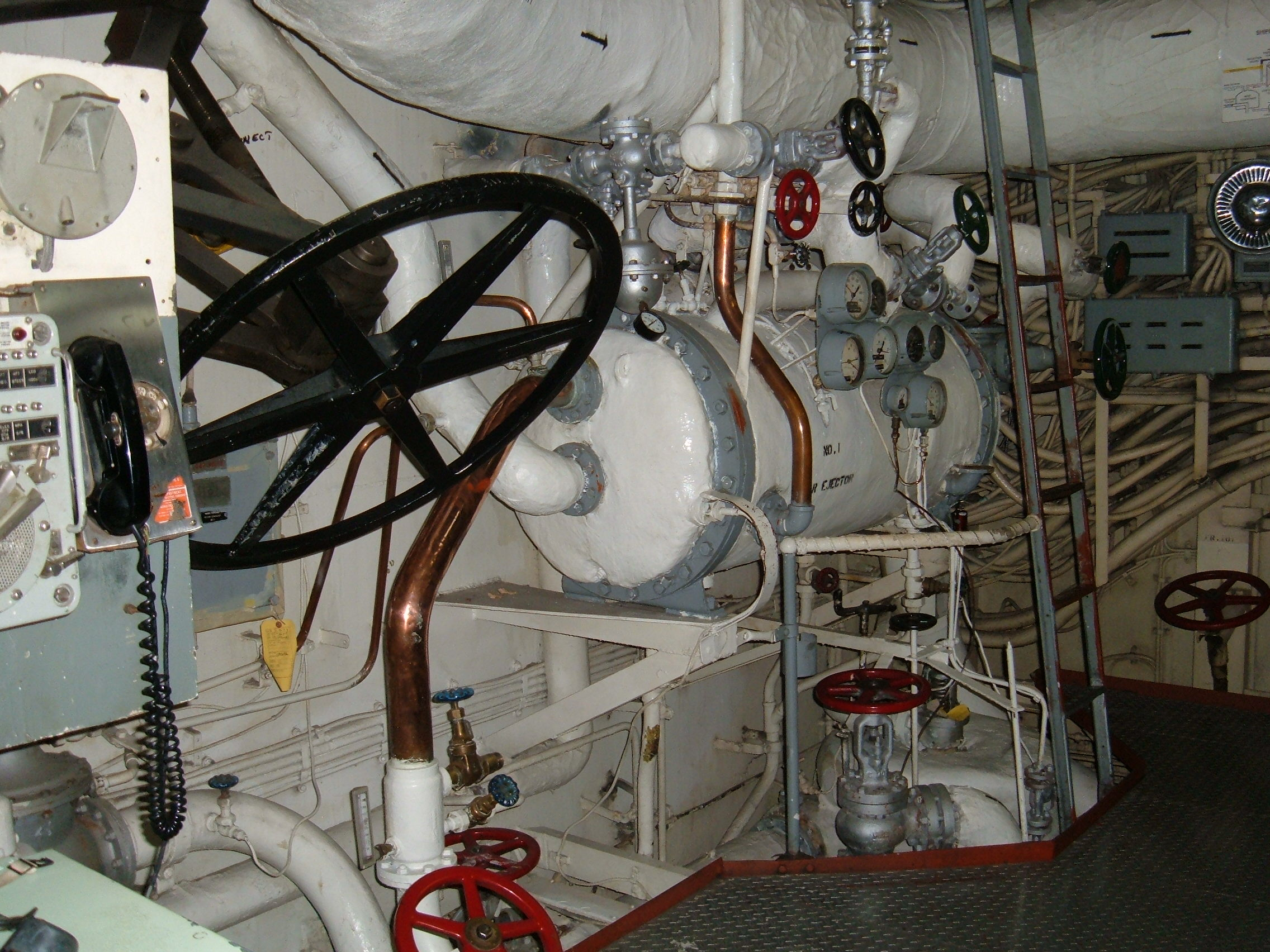
Kesselraum der Hornet

Die Antriebsanlage der Flugzeugträger bestand aus Dampfturbinen und befand sich mittschiffs, unterteilt in sechs unabhängige, gepanzerte Abteilungen. Die vier Getriebeturbinen von Westinghouse waren in zwei Gruppen aufgeteilt. Die Turbinen, die die beiden inneren der vier Schrauben antrieben, befanden sich, getrennt durch zwei Kesselräume und drei Schotts, achtern der Turbinen für die äußeren Schrauben. Die acht ölgefeuerten Wasserrohrkessel von Babcock & Wilcox befanden sich jeweils in Zweiergruppen vor und hinter den Maschinenräumen in separaten „fire rooms“ (Kesselräumen). Der Dampf für die Turbinen wurde mit 39 bar Druck und 455 °C Dampftemperatur erzeugt und in die Turbinen geleitet, die eine Gesamtleistung von 152.000 PS haben sollten. Bei ersten Probefahrten wurde jedoch eine Gesamtleistung von 156.194 PS gemessen, was knapp 3 Prozent mehr Leistung als geplant bedeutete. Die Höchstgeschwindigkeit der Träger lag bei 32,93 Knoten (61 km/h) (geplant waren 33 Knoten). Die Antriebsanlage war außerdem dazu ausgelegt, mit einer maximalen Geschwindigkeit von 20 Knoten (37 km/h) rückwärts zu laufen, um über den Bug landende Flugzeuge aufzunehmen.
Der Treibstoffvorrat betrug 6.161 Tonnen („short hull“) beziehungsweise 6.331 Tonnen („long hull“) Schweröl, mit denen eine maximale Reichweite von 16.900 Seemeilen bei 15 Knoten möglich war. Bei Höchstgeschwindigkeit schrumpfte die Reichweite auf 4.100 Seemeilen.
Für den elektrischen Energiebedarf des Schiffes befanden sich zudem vier turbinengetriebene Generatoren mit je 1.250 kW Leistung an Bord, bei Ausfall der Kesselanlage konnten auch zwei dieselgetriebene 250-kW-Notstromgeneratoren die Versorgung übernehmen.

### Bewaffnung

#### 127-mm-Geschütze

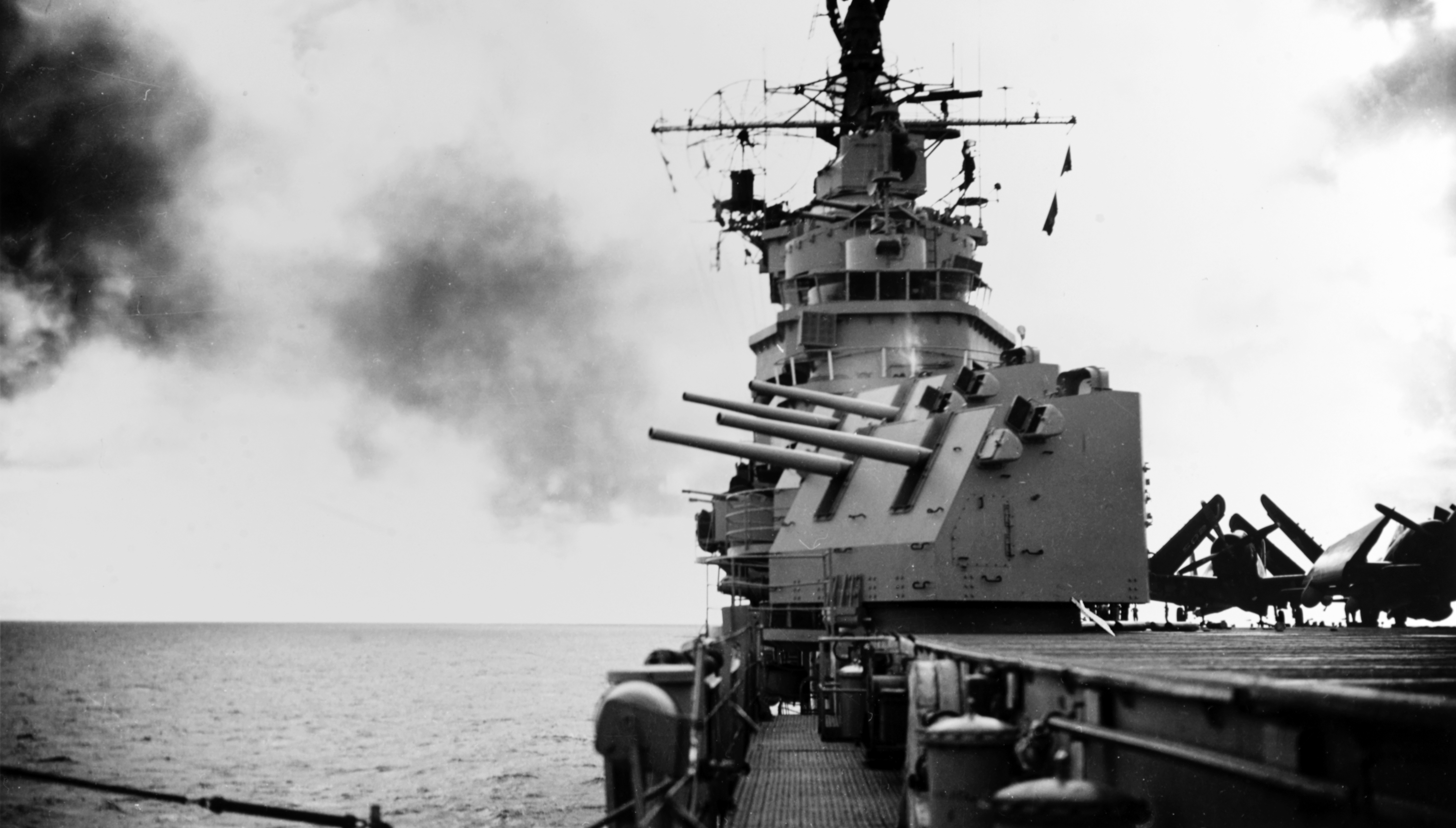
Die vorderen Zwillingstürme der Valley Forge

Die Hauptbewaffnung gegen Luftangriffe bestand aus zwölf Geschützen im Kaliber 5 Zoll (127 mm), Kaliberlänge 38, von denen acht in vier Zwillingstürmen Mark 32, je zwei vor und hinter der Insel, untergebracht waren. Die übrigen vier 127-mm-Geschütze waren in offenen Einzellafetten unterhalb der Backbordflugdeckkante montiert, zwei auf Höhe des vorderen Decksaufzuges, die anderen beiden achtern. Die Doppeltürme wurden im Rahmen der SCB-27A-Umbauten zwischen 1948 und 1953 entfernt und durch vier weitere Einzellafetten unterhalb der Steuerborddeckskante ersetzt. In der Folgezeit wurde dann die Zahl der schweren Luftabwehrgeschütze reduziert, da sie für die Abwehr schneller, düsengetriebener Flugzeuge zu langsam waren. Die Luftabwehr wurde dann durch die lenkwaffenbestückten Begleitschiffe übernommen.
Die Granaten der Geschütze, deren Mündungsgeschwindigkeit bei 762 Metern pro Sekunde lag, hatten eine Gipfelhöhe von 11.887 Metern und konnten entweder radargesteuert (Variable Time Fuse, Annäherungszünder) oder zeitverzögert (Mechanical Time Fuse, Zeitzünder) gezündet werden. Die Kadenz der Geschütze lag zwischen 15 und 22 Schuss pro Minute, dieser Wert war stark vom Tempo der Bedienmannschaft abhängig. Auch gegen Land- und Seeziele hätten die Geschütze eingesetzt werden können.

#### Mittlere und leichte Flak

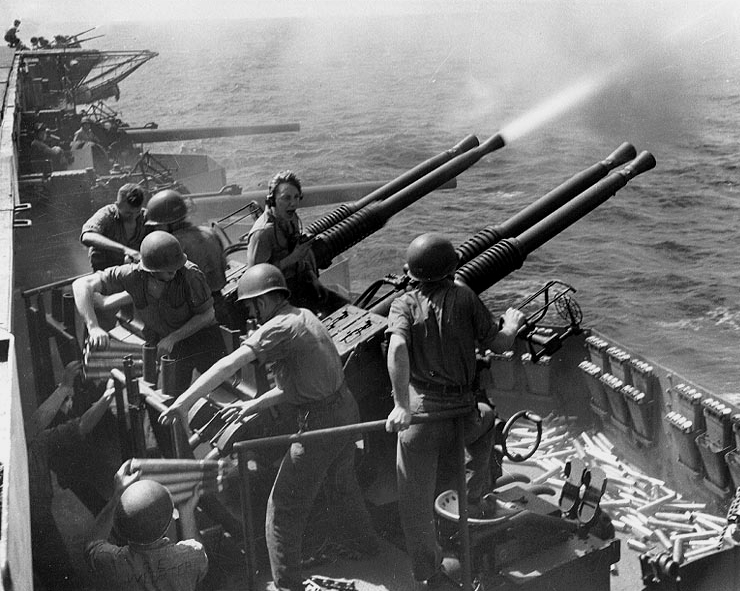
40-mm-Geschütze an Bord der Hornet

Die leichte Flugabwehr sollte nach ersten Planungen aus sechs Vierlingsgeschützen im Kaliber 28 mm (1,1 Zoll) bestehen, dieses Kaliber erwies sich jedoch als nicht durchschlagskräftig genug, daher  wurden 40-mm-Bofors-Geschütze, Kaliberlänge 70 mit erhöhter Durchschlagskraft verwendet. Ursprünglich in acht Vierlingslafetten untergebracht (eine am Bug, eine am Heck, zwei backbordseitig neben den 127-mm-Geschützen, vier auf der Insel), wurde die Anzahl der 40-mm-Geschütze im Laufe des Krieges beträchtlich erhöht. So wurden auf den Auslegern der ehemaligen Hangarkatapulte zusätzliche Vierlingslafetten montiert, ebenso am Heck. Auf der Steuerbordseite wurden auf Höhe des Hangardecks zwei weitere Geschütze montiert; zuerst in zurückgesetzten Nischen, um die Passage des Panama-Kanals nicht zu behindern, später wurden dann demontierbare Schwalbennester angebracht, die den Feuerbereich der Geschütze verbesserten. Insgesamt wurde die Anzahl der Vierlingsgeschütze auf maximal 17 bei den „short hull“-Schiffen, die nicht mit einem zweiten Geschütz auf dem Bugsteven ausgestattet werden konnten, und 18 bei den „long hull“-Schiffen erhöht, wobei allerdings sowohl frühe Schiffe (Essex) und die zuletzt noch in den Kriegseinsatz gekommenen Einheiten eine geringere Ausstattung aufwiesen.
Die 900 Gramm schweren Granaten der 40-mm-Geschütze hatten eine Gipfelhöhe von 6797 Metern, die maximale Reichweite bei 45° Rohrüberhöhung betrug 10.180 Meter. Die Kadenz betrug etwa 120 Schuss pro Minute, abhängig vom Tempo der Bedienmannschaft, die Mündungsgeschwindigkeit lag bei 881 Metern pro Sekunde.

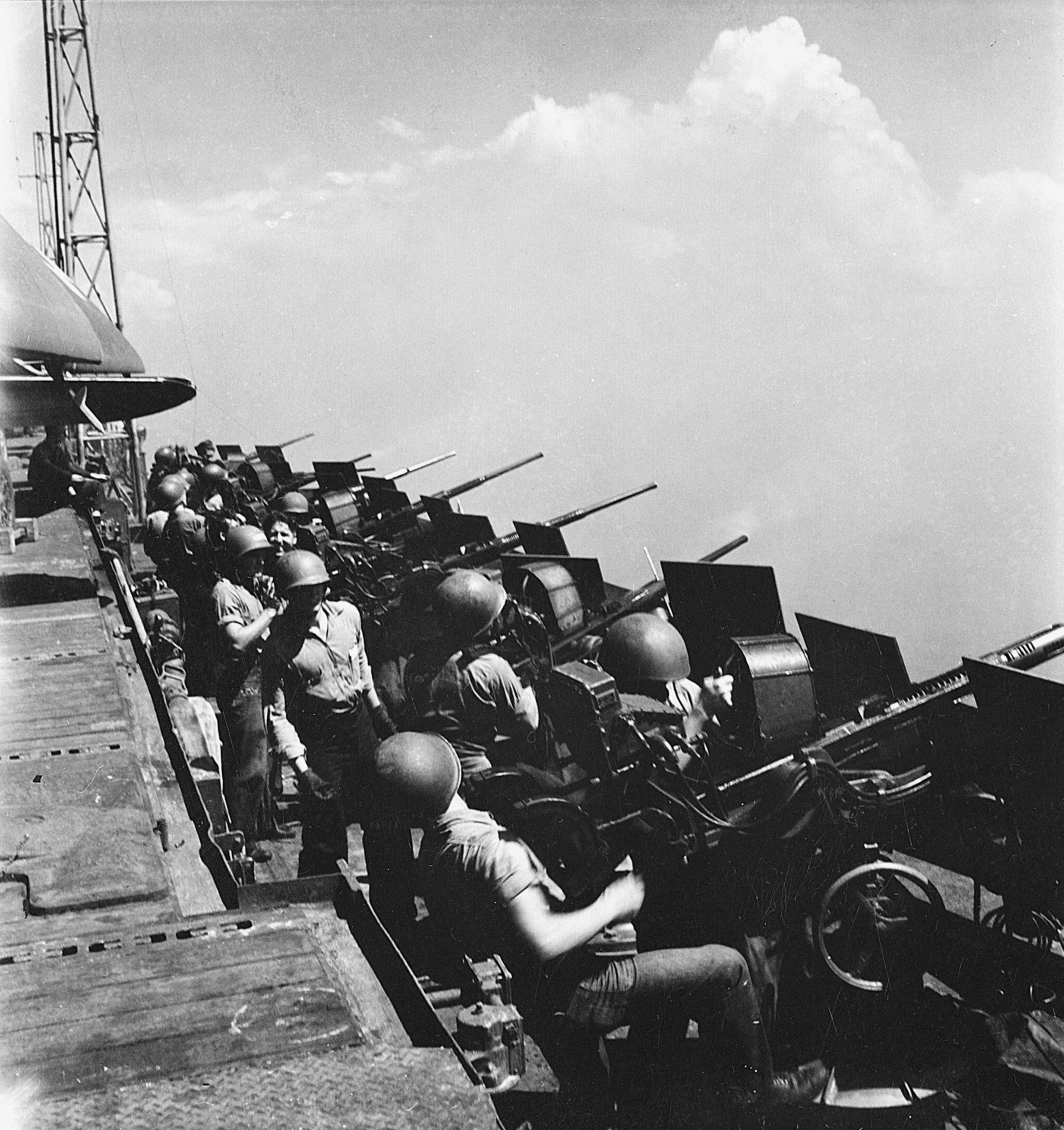
20-mm-Oerlikons auf der USS Hornet, 1945

Zusätzlich waren die Träger mit 46 20-mm-Oerlikon-Maschinenkanonen in Einzellafetten ausgestattet, deren Zahl wurde bis 1943 auf 58 erhöht. Da diese Kanonen aufgrund des geringen Geschossgewichts von nur 120 Gramm aber nicht in der Lage waren, Kamikaze-Flugzeuge zu zerstören und somit aufzuhalten, wurden Zwillingslafetten eingeführt, die einige der Einzellafetten ersetzten. Versuchsweise wurden auf der Wasp und der Lexington ab 1945 12,7-mm-Vierfach-MG der Army erprobt.
Nach dem Zweiten Weltkrieg wurden die 40-mm-Geschütze durch Zwillingsgeschütze im Kaliber 3 Zoll (76,2 mm) ersetzt, während der SCB-27-Umbauten wurden bis zu 14 Doppellafetten an Bord der Essex-Träger eingebaut. Die Anzahl der Geschütze wurde jedoch schon in den folgenden Jahren wieder reduziert, da die Geschütze zur Abwehr schneller Flugzeuge nicht mehr ausreichend waren.

### Aufklärung und Feuerleitung

#### Radar-Ortungsgeräte

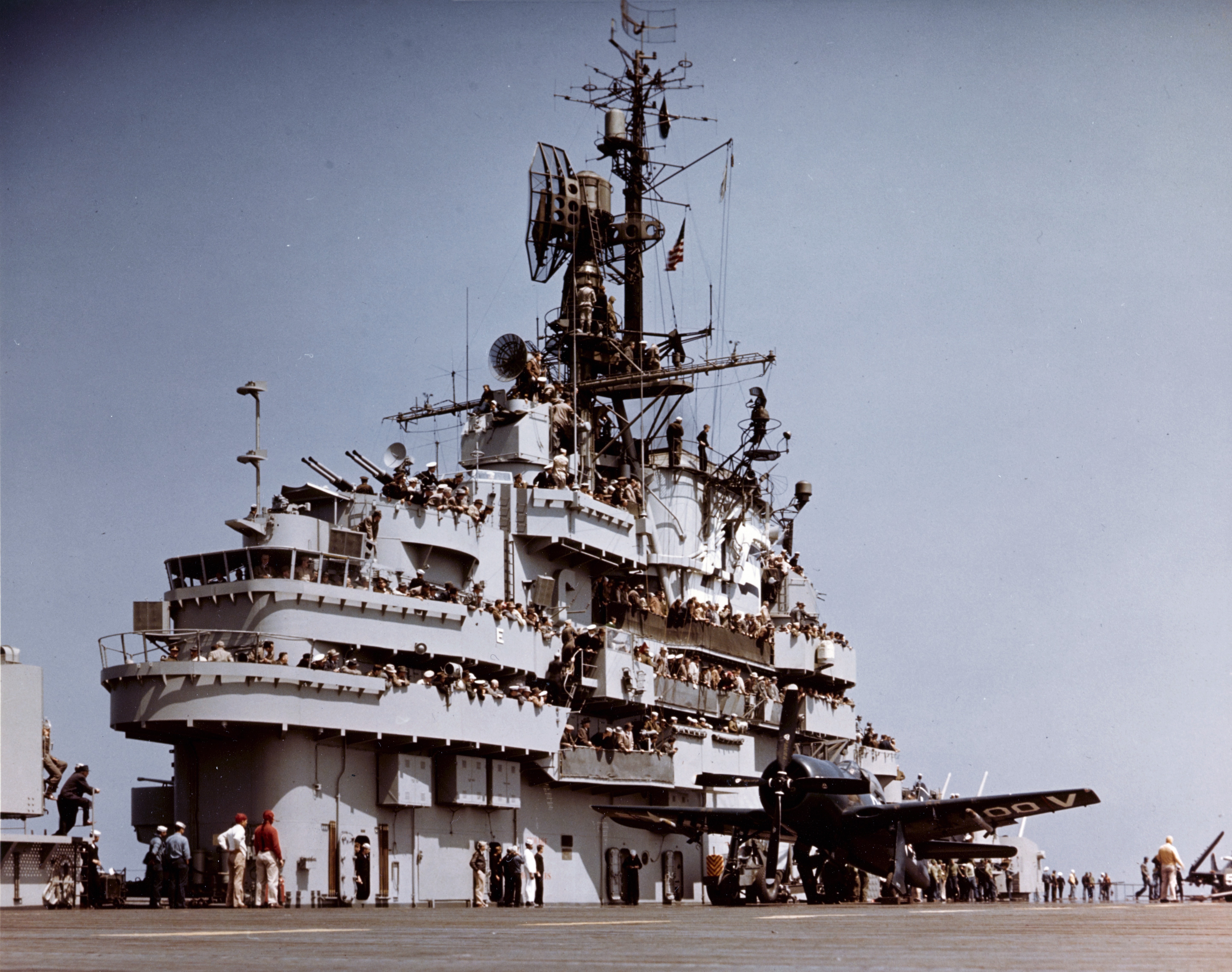
Radaranlagen der Valley Forge 1949.
Mastspitze: SC-2-Oberflächenradar
Hauptradar: SX-Suchradar, darunter Mk-37-Feuerleitradar
auf 40-mm-Geschütz: Mk-51-FLR

Bei den Radar-Ortungsgeräten gab es auf den Trägern der Essex-Klasse nie einen einheitlichen Stand, die Schiffe wurden bei den Werftliegezeiten mit den gerade aktuellen und besten Radaranlagen ausgestattet. Die wichtigsten hierbei waren:
SK/SK-2-Radar
Wegen seiner quadratischen Form (5,2 m × 5,2 m) und der offenliegenden Drähte als „bedspring“ (Bettfeder) bezeichnet, konnte die Radaranlage einen anfliegenden Bomber in 3000 Metern Höhe auf 185 Kilometer orten. Beim 1944 eingeführten Nachfolger SK-2 verbesserte eine 5,2 Meter messende, runde Antenne das seitliche Erfassungsfeld.
SC-2-Radar
Als Reservesystem für das SK-Radar vorgesehen, konnte das SC-2-Radar mit seiner 4,6 Meter mal 1,4 Meter messenden Antenne Flugzeuge in 3000 Metern Höhe auf 150 Kilometer orten, große Schiffe auf knapp 40 Kilometer. Das Radar blieb bis weit nach dem Kriegsende auf den Trägern im Einsatz.
SX-Radar
Ab 1945 auf den Flugzeugträgern eingeführt, verwendete das SX-Radar zwei Antennen, die Rücken an Rücken und um 90° gedreht am selben Mast montiert waren. Die etwas größere Antenne, die für die Luftortung zuständig war, pulsierte zehnmal pro Sekunde auf und ab, drehte sich aber zusammen mit der kleineren Oberflächenantenne viermal pro Minute um die Achse. Die Ortungsreichweite für Flugzeuge jeder Art lag bei 12.200 Metern Höhe und 150 Kilometern.
SPS-6-Radar

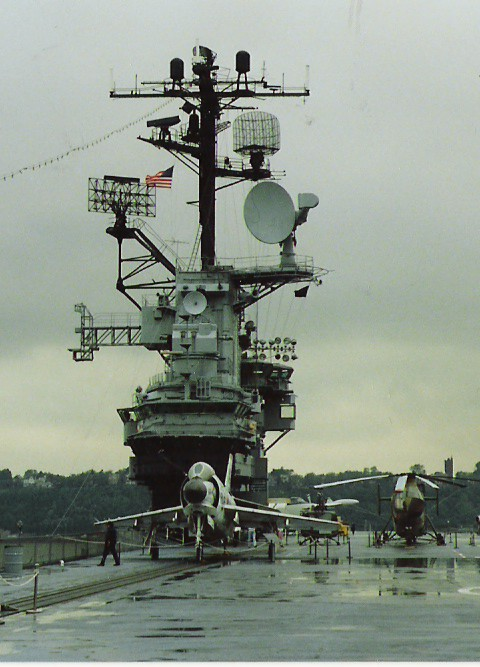
Radaranlagen auf der Intrepid

Ab 1948 im Rahmen der SCB-27-Umbauten eingeführt, erreichte das neue SPS-6-Radar mit seiner 5,5 m × 1,5 m großen Parabolantenne eine Aufklärungsreichweite von bis zu 260 Kilometern, abhängig von der Größe des Ziels.
SPS-8-Radar
Eingeführt ab 1952, die Ortungsreichweite betrug bis zu 305 Kilometer. Die elektrische Leistungsaufnahme betrug 650 kW.
SPS-30-Radar
Zuerst 1962 eingeführt, hatte dieses Radargerät eine Reichweite von 400 km bei einer Leistungsaufnahme von 2,5 MW. Erkennbar war SPS-30 vor allem an der 3,7 m × 4,6 m großen Parabolantenne. Meist wurde sie zusammen mit SPS-37/43 eingebaut.
SPS-37/43
Einführung ab 1960, die Ortungsreichweite lag zwischen 430 und 555 Kilometern, abhängig vom Antennentyp. Die Anlagen mit der größeren Ortungsreichweite wurden ab 1962 als SPS-43 bezeichnet.

#### Feuerleitung

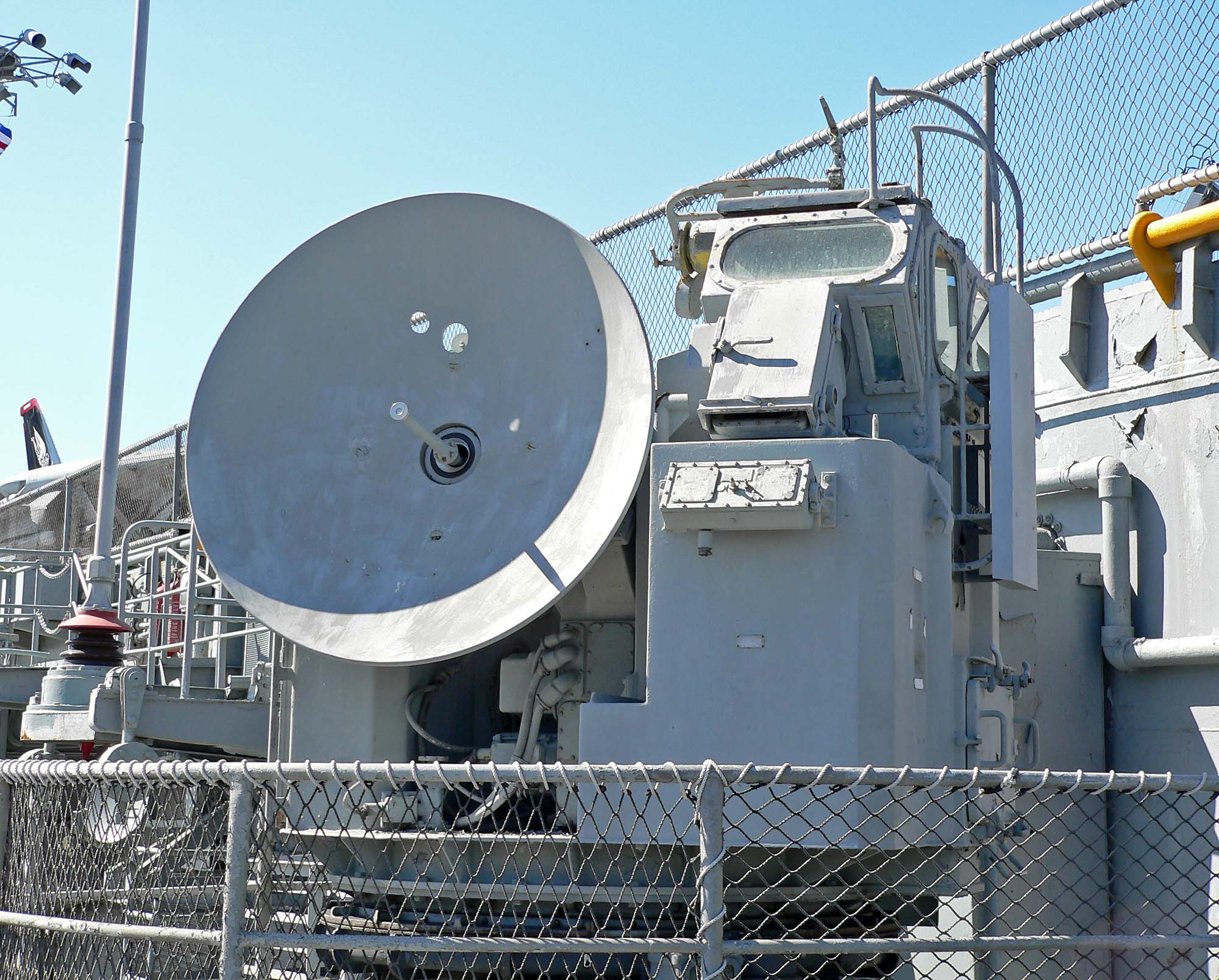
Mk-56-Feuerleitgerät

Die 127-mm-Geschütze wurden durch zwei Feuerleitanlagen vom Typ Mark 37 gesteuert, die sich auf den Inselaufbauten befanden, je eines vor und hinter dem Schornstein. Die Anlagen konnten Flugzeuge im Horizontalflug bis zu einer Geschwindigkeit von 400 Knoten und im Sturzflug bis zu einer Geschwindigkeit von 250 Knoten verfolgen. Da immer nur ein Geschützturm von jedem Feuerleitgerät gesteuert werden konnte, gab es Pläne, auf der Backbordseite des Flugdecks eine weitere Mark-37-Feuerleitanlage zu installieren, diese wurden jedoch nicht umgesetzt. Die Feuerleitung der 40-mm-Flaks wurde durch Mark-51-Geräte übernommen, von denen sich anfangs acht, später bis zu zwölf Stück an Bord befanden, teils direkt an den Lafetten, was die Zielgenauigkeit erhöhte.
Mit der Einführung der 76-mm-Geschütze kamen auch neue Feuerleitgeräte vom Typ Mk 56 an Bord der Träger, die eine maximale Zielgeschwindigkeit von bis zu 630 Knoten erreichten und damit auch  Düsenflugzeuge erfassen und verfolgen konnten.

#### Sonstige Elektronik
In den 1960er Jahren wurden die modernisierten Träger mit Antennen für Tactical Air Navigation, elektronische Gegenmaßnahmen sowie einem Präzisionsanflugradar ausgerüstet. Die U-Jagdflugzeugträger erhielten zudem beim SCB-144-Umbau ein Bugsonar vom Typ SQS-23, das mit Frequenzen zwischen 4,5 und 5,5 Kilohertz arbeitete.

### Luftgruppe
Das Bordgeschwader (Carrier Air Group/Carrier Air Wing) eines Flugzeugträgers der Essex-Klasse bestand aus etwa 80 bis 100 Flugzeugen. Zu Beginn der Einsatzzeit bestand der Carrier Air Wing aus Grumman F6F- und Chance Vought F4U-Jagdflugzeugen (ab 1944) und Curtiss SB2C-Sturzkampfbombern sowie Grumman TBM-Torpedobombern. Nach dem Zweiten Weltkrieg bestand die Luftgruppe dann aus Grumman-F8F-Jägern und SB2C-Sturzkampfbombern. Nach der Wiederindienststellung in den 1950er Jahren wurden die ersten strahlgetriebenen Flugzeuge an Bord eingesetzt, so die Grumman F9F, die Grumman F11F und die McDonnell F3H. In der Angriffsrolle wurde die propellergetriebene Douglas A-1 eingesetzt. Ende der 1950er Jahre kam die Douglas A-4 und die Douglas F4D an Bord, als Jäger wurde ab Anfang der 1960er Jahre die Vought F-8 verwendet, diese wurde ab 1969 durch Vought A-7-Jagdbomber ergänzt.

## Besatzung

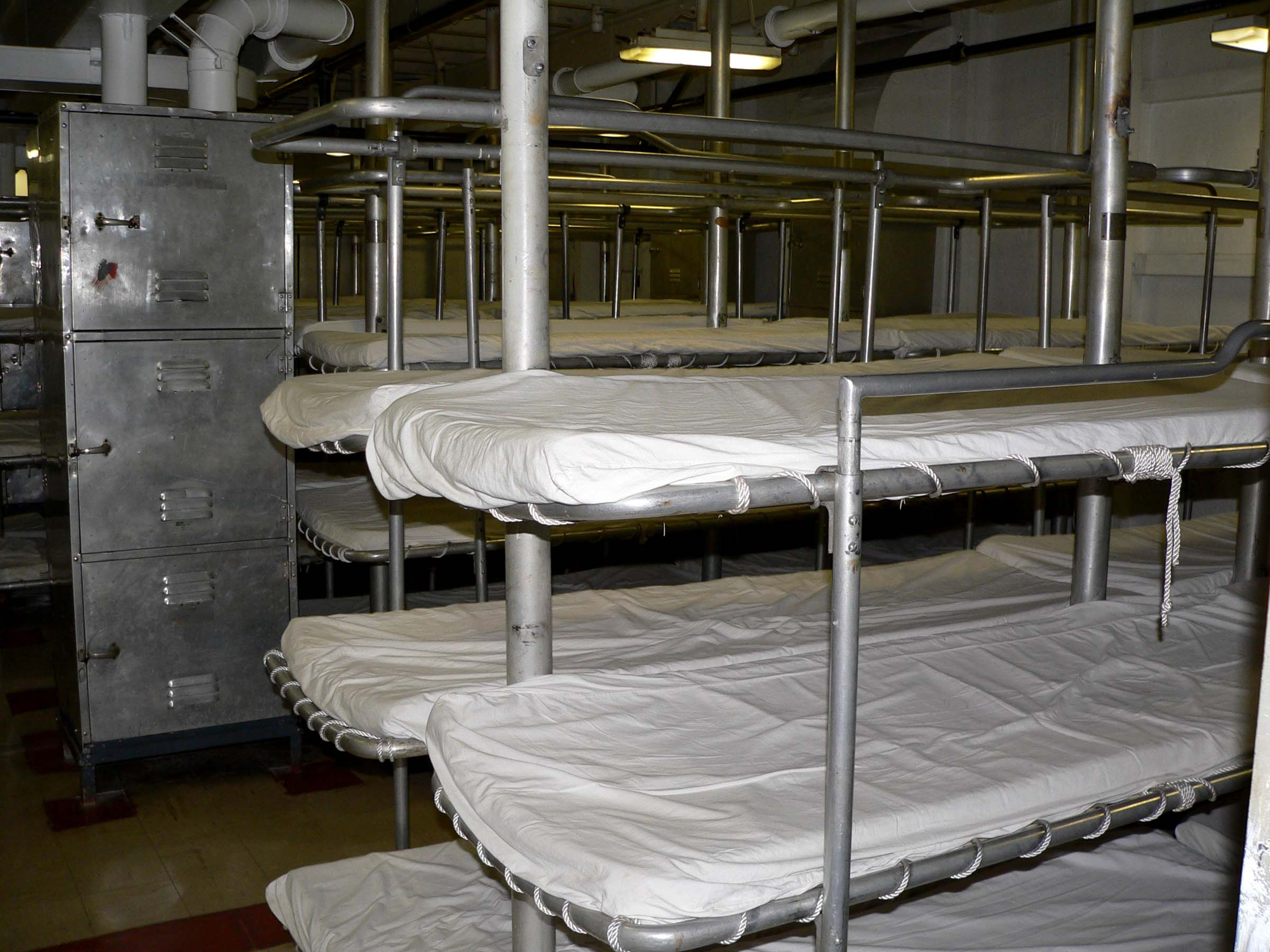
Mannschaftsraum an Bord der Hornet

Die ursprüngliche Besatzungsstärke betrug 268 Offiziere und 2363 Mannschafts- und Unteroffiziersdienstgrade. Durch die Vergrößerung der Luftgruppe und die Verstärkung der Flugabwehrbewaffnung stieg die Zahl im Laufe des Zweiten Weltkriegs auf bis zu 3448 Mann an. Dies führte zu sehr beengten Wohnverhältnissen an Bord, aufgrund der tropischen Temperaturen im Einsatzgebiet Pazifik und der fehlenden Klimatisierung kam es zu hygienischen und medizinischen Problemen an Bord. Auch die Verpflegung bereitete teilweise Schwierigkeiten.
Nach den Umbaumaßnahmen sank die Besatzungsstärke auf etwa 2300, der Einbau von Klimaanlagen und die Verbesserung der Wassergewinnungsanlagen führten zu einer erheblichen Verbesserung des Lebensstandards an Bord der Träger.

## Weiterführende Informationen